# Otakar Leiský
Otakar „Ralf“ Leiský (11. listopadu 1925 Pardubice – 31. března 2020 Praha) byl český přírodovědec – zoolog, nestor československé ochrany přírody a spoluzakladatel nejstarší ekologické organizace v Československu – Sboru ochrany přírody Společnosti Národního muzea v Praze. Během svého života zabránil stovkám ekologických přehmatů, podílel se na prvních zákonech na ochranu přírody, spoluzakládal CHKO Šumava a založit Hucul Club zabývající se záchranou huculských koní. Ralf byl průkopníkem hipoterapie v tehdejším Československu. Byl také publicistou, básníkem a autorem Velkého Zákona.

## Život
Otakar Leiský se narodil v Pardubicích, v roce 1930, v jeho pěti letech se odstěhoval s rodiči do slovenského Prešova, kde otec po Velké hospodářské krizi dostal práci ve stavebnictví a kde navštěvoval gymnázium. Zde také poznal a zamiloval si huculské koně. 15. března 1939 se rodina musela přestěhovat zpět do Pardubic a v roce 1940, na začátku druhé světové války se rodina Leiských přestěhovala do Prahy, kde Leiský dokončil studia na gymnáziu. Na škole se také seznámil s Vojenem Ložkem, se kterým hodně chodil do přírody a to určilo další směřování v životě. Během války se v letech 1943–1945 zapojil Otakar Leiský do protinacistické odbojové skupiny Zpravodajská brigáda, která předávala informace o pohybu německých vojsk do Londýna a zapojil se také do Pražského povstání, za tuto činnost dostal několik vyznamenání. V letech 1945–49 studoval lékařskou fakultu, v roce 1948 přestoupil na přírodovědeckou fakultu, obor zoologie a antropologie.
Vojenskou službu absolvoval u těžkého dělostřelectva v Brdech.
V roce 1950 nastoupil do Státní ústavu památkové péče a ochrany přírody jako zoolog. Začínal novým vytyčováním chráněných území, stanovených před druhou světovou válkou, teprve po čase se mohl zabývat zoologií. Podílel se na základech legislativy ochrany přírody – připravoval první vyhlášku na ochranu živočichů.
V roce 1951 se mu narodil syn Leandr. V roce 1963 se podílel na ustavení Chráněné krajinné oblasti Šumava, v roce 1964 vydal knihu Rok v přírodě.
V roce 1969 podnikl svoji první cestu do Afriky.

## TIS a Hucul Club
V roce 1958 založil dobrovolný Sbor ochrany přírody při Společnosti Národního muzea. Sbor ochrany přírody, který měl rozmanitou činnost, mimo jiné vyhlásil první duben za Den ptactva, zabýval se sázením Stromů republiky, organizovali Dny ochrany přírody.
V roce 1969 se Svaz ochrany přírody osamostatnil jako TIS – svaz pro ochranu přírody a krajiny. Pan Leiský zde od počátku působil jako tajemník. Roku 1972 zareagoval TIS na vymírající druh huculských koní a založením Hucul Clubu se zasloužil o jejich záchranu. TIS měl také výrazný podíl na poli environmentální výchovy, do mnoha jeho organizací se přesunula řada skautských oddílů. Otakar Leiský měl také svůj vlastní mládežnický oddíl Stopaři, který vedl se svou ženou Miladou. Členy tohoto oddílu byli například Martin Braniš, Naďa Johanisová a Ivan Makásek. V té době měl TIS 16 500 členů. V roce 1979 byla činnost TISu ukončena na základě tlaku KSČ. Hucul Club přešel pod tělovýchovnou jednotu Aster. V roce 1989 byla činnost TISu obnovena a vedení se ujali Otakar Leiský a Eliška Nováková. Tajemníkem HC- TIS v současné době je syn Ing. Leander Leiský (nar. 1951).

## V důchodu
Otakar Leiský byl i v důchodovém věku činný v ochraně přírody a žil v Praze. Byl čestným členem Společnosti pro trvale udržitelný život.

## Publikace
- LEISKÝ, Otakar. Poznej a chraň : tabulky středoevropských dravců. 1. vyd. Praha: Sbor ochrany přírody Společnosti Národního musea, 1961.
- LEISKÝ, Otakar. Zdravé přírodní prostředí - základní předpoklad pro uskutečnění vědeckotechnické revoluce. Praha: Socialistická akademie, 1968. 61 s.
- LEISKÝ, Otakar. Meteority : drobné předmluvy k pořadu Meteor Českého rozhlasu II - stanice Praha v letech 2001-2003. 1. vyd. 2004: TIS
- LEISKÝ, Otakar. Meteority II : druhý díl drobných předmluv k pořadu Meteor Českého rozhlasu II - stanice Praha v letech 2004-2006. 1.. vyd. Praha: TIS, 2006.